# Brazos
Brazos (ang. Brazos River, pierwotnie hiszp. Rio Brazos de Dios) – rzeka w południowo-zachodnich Stanach Zjednoczonych, w stanie Teksas. Jej długość wynosi 1352 km, a dorzecze ma 116 tys. km².
Jej źródła znajdują się na wyżynie Llano Estacado. Uchodzi do Zatoki Meksykańskiej w mieście Freeport, w okolicach Houston. Główny dopływ to Clear Fork. Bieg rzeki przegrodzony jest w trzech miejscach zaporami. Nad Brazos zlokalizowane są dwie duże elektrownie. Najważniejszym miastem nad rzeką Brazos jest Waco (113 tys.).